# 1987-es magyar asztalitenisz-bajnokság
Az 1987-es magyar asztalitenisz-bajnokság a hetvenedik magyar bajnokság volt. A bajnokságot május 2. és 3. között rendezték meg Szolnokon, a Tiszaligeti Sportcsarnokban.

## Eredmények
| Versenyszám  | Arany                                                            | Arany | Ezüst                                                 | Ezüst | Bronz | Bronz |
| ------------ | ---------------------------------------------------------------- | ----- | ----------------------------------------------------- | ----- | --- | ----- |
| Férfi egyéni | Kriston Zsolt Bp. Spartacus                                      |       | Káposztás Zoltán Bp. Spartacus                        |       | Molnár János Bp. SpartacusSimon Ferenc Bp. Spartacus                                                                                        |       |
| Női egyéni   | Káhn Szilvia Statisztika Petőfi SC                               |       | Bátorfi Csilla BSE                                    |       | Balogh Ilona Tolnai Vörös LobogóBolvári Ildikó Tolnai Vörös Lobogó                                                                          |       |
| Férfi páros  | Harczi Zsolt, Kriston Zsolt Ceglédi VSE, Bp. Spartacus           |       | Káposztás Zoltán, Molnár János Bp. Spartacus          |       | Báthory Attila, Szalaba Miklós Borsodi Építők Volán, Kiskunfélegyházi Lenin TSZ SKFrank Béla, Nozicska József Kaposvári Rákóczi, BVSC       |       |
| Női páros    | Balogh Ilona, Bolvári Ildikó Tolnai Vörös Lobogó                 |       | Fazekas Györgyi, Nagy Krisztina Statisztika Petőfi SC |       | Böhm Gabriella, Gál Krisztina Fővárosi Vízművek SK, Statisztika Petőfi SCSzabó Gabriella, Benke Mariann Bp. Spartacus                       |       |
| Vegyes páros | Kriston Zsolt, Káhn Szilvia Bp. Spartacus, Statisztika Petőfi SC |       | Somosi Miklós, Bátorfi Csilla BVSC, BSE               |       | Szalaba Miklós, Faragó Judit Kiskunfélegyházi Lenin TSZ SK, Bp. SpartacusFrank Béla, Bolvári Katalin Kaposvári Rákóczi, Tolnai Vörös Lobogó |       |